# Lista de títulos e honrarias de Filipe, Duque de Edimburgo
Príncipe Filipe, Duque de Edimburgo (10 de junho de 1921 – 9 de abril de 2021) recebeu numerosos títulos e distinções honorárias, ambas anteriores e posteriores à sua posição como consorte real de Isabel II do Reino Unido. Todos estes títulos são listados neste artigo. Quando há citação de duas datas, a primeira indica a data de recebimento do título ou prêmio e a segunda indica a eventual data de renúncia ou desuso da honraria.

## Títulos reais e tratamento

Brasão de armas de Filipe, Duque de Edimburgo.

Grande Estandarte do Duque de Edimburgo.

- 10 de junho de 1921 – 28 de fevereiro de 1947: Sua Alteza Real, o Príncipe Filipe de Grécia e Dinamarca
- 28 de fevereiro de 1947 – 19 de novembro de 1947: Tenente Filipe Mountbatten
- 19 de novembro de 1947 – 20 de novembro de 1947: Sua Alteza Real, Sir Filipe Mountbatten[1]
- 20 de novembro de 1947 – 22 de fevereiro de 1957: Sua Alteza Real, o Duque de Edimburgo[1]
- 22 de fevereiro de 1957 – 9 de abril de 2021: Sua Alteza Real, o Príncipe Filipe, Duque de Edimburgo[2][3]

O título real integral do Príncipe Filipe: "Sua Alteza Real, o Príncipe Filipe, Duque de Edimburgo, Conde de Merioneth, Barão Greenwich, Real Cavaleiro da Nobilíssima Ordem da Jarreteira, Extra-Cavaleiro da Antiquíssima e Nobilíssima Ordem do Cardo-Selvagem, Membro da Ordem de Mérito, Cavaleiro Grã-Cruz da Real Ordem Victoriana, Grão-Mestre e Primeiro e Principal Cavaleiro Grã-Cruz da Excelentíssima Ordem do Império Britânico, Cavaleiro da Ordem da Austrália, Membro da Ordem da Nova Zelândia, Extra-Companheiro da Ordem do Serviço Real, Chefe Real da Ordem de Logohu, Companheiro Extraordinário da Ordem do Canadá, Comandante Extraordinário da Ordem de Mérito Militar, Condecorado das Forças Canadenses, Senhor do Honorabilíssimo Conselho Privado de Sua Majestade, Membro do Conselho Privado de Sua Majestade para o Canadá, Ajudante de Campo Pessoal de Sua Majestade o Rei Jorge VI, Lorde Almirante do Reino Unido."

### Títulos reais a partir de 1947
Em 19 de novembro de 1947, o dia anterior ao seu casamento, o Rei Jorge VI concedeu-lhe por carta-patente o tratamento de Sua Alteza Real. E no dia seguinte, o dia de seu casamento, Filipe foi criado Duque de Edimburgo, Conde de Merioneth, Barão Greenwich e Barão Greenwich no Condado de Londres. Consequentemente, sendo anteriormente um Cavaleiro da Jarreteira, entre 19 e 20 de novembro de 1947, o príncipe portou o estilo de Sua Alteza Real, Filipe Mountbatten. 

### Debate sobre os títulos de Filipe
Título real
Na concepção popular, porém errônea, de que caso Filipe possuindo o título de Sua Alteza Real poderia ser considerado automaticamente um Príncipe britânico, veículos da imprensa noticiaram após seu casamento com Isabel Windsor matérias referindo-se a Filipe como "Príncipe Filipe", sem nenhuma referência a seu título ducal. Isto pode ter sido influenciado pelo fato de que Filipe já havia sido Príncipe da Grécia e Dinamarca por nascimento, sendo que o uso de tais títulos foi encerrado quando assumiu a cidadania britânica. Apesar do título principesco ter sido omitido pelo Ato de Regência de 1953 e nas Cartas-Patente de 1953, foram incluídos nas cartas-patentes de 22 de outubro de 1948 conferindo grau principesco aos filhos de Filipe e Isabel. Jorge VI, contudo, parece ter sido claro e intencional ao não conceder o título de Príncipe a seu futuro genro. 
Em 3 de fevereiro de 1953, o parlamentar John Diefenbaker propôs à Câmara dos Comuns do Canadá seu desejo de ver Filipe portar um título que aludisse à posição pan-nacional de Isabel II e sugeriu "Príncipe da Commonwealth". Em maio do ano seguinte, o Primeiro-ministro britânico Winston Churchill recebeu uma sugestão por escrito de Isabel II de que seu esposo fosse conferido do título mencionado por Diefenbaker. Churchill preferiu o título "Príncipe Consorte", porém o Secretário do Exterior Anthony Eden expressou uma preferência por "Príncipe dos Reinos".

## Honras

### Honras daCommonwealth
| Reino             | Data | Grau                                                      | Condecoração                                              |
| ----------------- | ---- | --------------------------------------------------------- | --------------------------------------------------------- |
| Inglaterra        | 1947 | Cavaleiro Real                                            | Nobilíssima Ordem da Jarreteira                           |
| Império Britânico | 1948 | Ajudante de Campo Pessoal de Sua Majestade o Rei Jorge VI | Ajudante de Campo Pessoal de Sua Majestade o Rei Jorge VI |
| Reino Unido       | 1951 | Membro                                                    | Honorabilíssimo Conselho Privado de Sua Majestade         |
| Escócia           | 1952 | Extra-Cavaleiro                                           | Antiquíssima e Nobilíssima Ordem do Cardo-selvagem        |
| Reino Unido       | 1953 | Grão-Mestre e Cavaleiro Grã-Cruz                          | Excelentíssima Ordem do Império Britânico                 |
| Canadá            | 1957 | Membro                                                    | O Conselho Privado de Sua Majestade                       |
| Commonwealth      | 1968 | Membro                                                    | Ordem de Mérito                                           |
| Nova Zelândia     | 1981 | Companheiro                                               | Ordem do Serviço Real                                     |
| Austrália         | 1988 | Companheiro                                               | Ordem da Austrália                                        |
| Papua-Nova Guiné  | 2005 | Chefe Real                                                | Ordem de Logohu                                           |
| Nova Zelândia     | 2012 | Membro Adicional                                          | Ordem da Nova Zelândia                                    |
| Canadá            | 2013 | Comandante Extraordinário                                 | Ordem do Mérito Militar                                   |
| Canadá            | 2013 | Comandante Extraordinário                                 | Ordem do Canadá                                           |
| Austrália         | 2015 | Cavaleiro                                                 | Ordem da Austrália                                        |
| Commonwealth      | 2017 | Cavaleiro Grã-Cruz                                        | Ordem Real Victoriana                                     |

### Honras estrangeiras
| Estado                 | Data      | Grau                    | Condecoração                                     |
| ---------------------- | --------- | ----------------------- | ------------------------------------------------ |
| Grécia                 | 1941-2021 | Cavaleiro               | Real Ordem de São Jorge e São Constantino        |
| Grécia                 | 1947-2021 | Cavaleiro               | Ordem do Redentor                                |
| Dinamarca              | 1947-2021 | Cavaleiro               | Ordem do Elefante                                |
| Grécia                 | 1950-1975 | Cavaleiro Grã-Cruz      | Real Ordem de Jorge I                            |
| Grécia                 | 1950-2021 | Cavaleiro Grã-Cruz      | Real Ordem da Fênix                              |
| Mónaco                 | 1951-2021 | Cavaleiro Grã-Cruz      | Ordem de São Carlos                              |
| Noruega                | 1952-2021 | Grã-Cruz com Colar      | Real Ordem Norueguesa de Santo Olavo             |
| Panamá                 | 1953-2021 | Grã-Cruz                | Ordem de Manuel Armador Guerrero                 |
| Suécia                 | 1954-2021 | Cavaleiro               | Real Ordem do Serafim                            |
| Etiópia                | 1954-2021 | Grã-Cruz                | Ordem da Rainha de Sabá                          |
| Portugal               | 1955-2021 | Grã-Cruz                | Ordem da Torre e Espada                          |
| Iraque                 | 1956-2021 | Primeira Classe         | Ordem do Rei Faisal I                            |
| França                 | 1957-2021 | Grã-Cruz                | Ordem Nacional da Legião de Honra                |
| Itália                 | 1958-2021 | Cavaleiro Grã-Cruz      | Ordem do Mérito da República Italiana            |
| Países Baixos          | 1958-2021 | Cavaleiro Grã-Cruz      | Ordem do Leão Holandês                           |
| Alemanha               | 1958-2021 | Grã-Cruz Especial       | Ordem do Mérito da República Federal da Alemanha |
| Nepal                  | 1960-2021 | Membro                  | Ordem de Ojaswi Rajanya                          |
| Finlândia              | 1961-2021 | Comandante Grã-Cruz     | Ordem da Rosa Branca                             |
| Tunísia                | 1961-2021 | Grande Cordão           | Ordem da Independência                           |
| Libéria                | 1961-2021 | Grande Faixa            | Ordem da Estrela de África                       |
| Colômbia               | 1962-2021 | Grã-Cruz Extraordinária | Ordem de Boyaca                                  |
| Equador                | 1962-2021 | Grã-Crz                 | Ordem Nacional do Mérito                         |
| Peru                   | 1962-2021 | Grã-Cruz                | Ordem do Sol do Peru                             |
| Bolívia                | 1962-2021 | Grã-Cruz                | Ordem do Condor dos Andes                        |
| Chile                  | 1962-2021 | Colar da Grã-Cruz       | Ordem de Mérito                                  |
| Brasil                 | 1962-2021 | Grã-Cruz                | Ordem Nacional do Cruzeiro do Sul                |
| Paraguai               | 1962-2021 | Grã-Cruz Extraordinária | Ordem Nacional do Mérito                         |
| Argentina              | 1962-2021 | Grã-Cruz                | Ordem do Libertador San Martín                   |
| Bélgica                | 1963-2021 | Grande Colar            | Ordem de Leopoldo                                |
| Islândia               | 1963-2021 | Grã-Cruz                | Ordem do Falcão                                  |
| México                 | 1964-2021 | Colar                   | Ordem da Águia Asteca                            |
| Jordânia               | 1966-2021 | Grande Colar            | Suprema Ordem do Renascimento                    |
| Estados Unidos         | 1968-2021 | Grande Comandante       | Ordem de Mérito Naval de San Francisco           |
| Afeganistão            | 1971-2021 | Primeira Classe         | Ordem do Sol Supremo                             |
| Japão                  | 1971-2021 | Grande Colar            | Suprema Ordem do Crisântemo                      |
| Coreia do Sul          | 1985-2021 | Dragão Azul             | Ordem do Mérito Esportivo                        |
| Luxemburgo             | 1972-2021 | Cavaleiro               | Ordem do Leão Dourado da Casa de Nassau          |
| Iugoslávia             | 1972-1992 | Grande Estrela          | Ordem da Estrela Yugoslava                       |
| Palestina              | 1972-2021 | Cavaleiro               | Estrela da Palestina                             |
| Zaire                  | 1973-2021 | Grande Colar            | Ordem Nacional do Leopardo                       |
| Portugal               | 1973-2021 | Grande Colar            | Ordem do Infante Dom Henrique                    |
| Países Baixos          | 1979-2021 | Comandante              | Excelentíssima Ordem da Arca de Ouro             |
| Omã                    | 1979-2021 | Primeira Classe         | Ordem Militar de Omã                             |
| Catar                  | 1979-2021 | Colar                   | Ordem da Independência                           |
| Portugal               | 1979-2021 | Grã-Cruz                | Ordem de Avis                                    |
| Marrocos               | 1980-2021 | Classe Especial         | Ordem de Maomé                                   |
| Espanha                | 1986-2021 | Cavaleiro Grã-Cruz      | Real e Distinta Ordem de Carlos III              |
| Polónia                | 1991-2021 | Grande Colar            | Ordem de Mérito da República da Polônia          |
| Portugal               | 1993-2021 | Grã-Cruz                | Ordem de Cristo                                  |
| Emirados Árabes Unidos | 2010-2021 | Cavaleiro               | Ordem da Federação                               |
| Arábia Saudita         | 2010-2021 | Membro                  | Ordem do Rei Abdulaziz                           |

## Condecorações e ordens militares
Condecorações recebidas por Príncipe Filipe são destacadas acima das tabelas de acordo com as convenções britânicas aplicáveis na ocasião, a localização e forma de vestimenta. Prêmios não especificados são utilizados pelo príncipe em ocasiões apropriadas relacionadas ao país que o condecorou, também em acordo com as convenções britânicas. As atuais bandas portadas pelo Duque de Edimburgo são:
| Ordem do Mérito                                 | Ordem do Mérito                      | Real Ordem Vitoriana                         | Real Ordem Vitoriana                        |
| Ordem do Império Britânico (Divisão Militar)    | Ordem da Austrália (Divisão Geral)   | Ordem da Nova Zelândia                       | Ordem do Canadá                             |
| Ordem do Mérito Militar                         | Queen's Service Order                | Estrela 1939–1945                            | Atlantic Star                               |
| Estrela de África                               | Estrela de Burma                     | Estrela da Itália                            | Medalha de Guerra 1939–1945                 |
| Medalha de Coroação Rei Jorge VI                | Medalha de Coroação Rainha Isabel II | Medalha do Jubileu de Prata Rainha Isabel II | Medalha do Jubileu de Ouro Rainha Isabel II |
| Medalha do Jubileu de Diamante Rainha Isabel II | Serviço e Boa Condução Naval         | Forças Canadenses                            | Nova Zelândia 1990 Medalha Comemorativa     |
| Cruz Georgiana de Malta                         | Ordem do Redentor                    | Cruz de Guerra                               | Croix de Guerre 1939-45                     |

## Graduações militares honorárias
Austrália
- 1954 –: Almirante de Esquadra da Real Marinha Australiana
- 1954 –: Marechal-de-Campo do Exército Australiano
- 1959 –: Coronel-em-Chefe dos Reais Engenheiros Mecânicos e Elétricos Australianos
- 1963 –': Coronel-em-Chefe dos Cadetes do Exército Australiano
- 1954 –: Marechal da Força Aérea Real Australiana

 Reino Unido
- 1953 – : Almirante de Esquadra da Marinha Real Britânica
- 1952 – 1992: Almirante dos Cadetes Navais
- 1953 – 2017: Capitão-Geral do Corpo Real de Fuzileiros Navais
- 2011 – : Lord High Admiral do Reino Unido
- 1953 – : Marechal-de-Campo do Exército Britânico
- 1952 – : Coronel-em-Chefe dos Cadetes do Exército

## Brasão de armas
|  | - Notas Após seu casamento com a Princesa Isabel Windsor até 1949, as armas de Príncipe Filipe incluíam uma versão diferenciada do real brasão de armas do Reino Unido, derivado de sua ancestral Princesa Alice. Ao contrário de armas utilizadas por outros membros da Família real britânica, as armas do Duque de Edimburgo não exibem as armas reais do Reino Unido, por ter sido agraciado com novo brasão por Jorge VI em 1949. Contudo, o brasão de Filipe exibe elementos representativos de Grécia e Dinamarca, tronos dos quais descende por via paternal; as armas da Família Mountbatten, da qual descende por linhagem materna; e da Cidade de Edimburgo. - Adotado 19 de Novembro de 1947 - Timbre Partindo de uma coroa ducal, uma pluma de cinco penas de avestruz alternadamente em Argento e Sable. - Virol Or e Arminho - Elmo Acima de uma coroa de um filho do soberano Próprio, o elmo real em Or. - Suporte Dextra, uma representação de Hércules sobre os lombos com uma pele de leão, coroado de folhas de carvalho, portando na mão destra um bastão. Sinistra, um leão Rampante queue fourchée com coroa ducal em Or e portando uma coroneta naval em Azure. - Lema GOD IS MY HELP (DEUS É MEU AUXÍLIO) - Ordens Barrete da Ordem da Jarreteira HONI SOIT QUI MAL Y PENSE (Envergonhe-se quem nisto vê malícia) - Estandartes Um estandarte do Brasão de armas do Duque de Edimburgo é utilizado como seu estandarte pessoal. - Simbolismo As armas de Dinamarca e Grécia representam a linhagem familiar do Duque de Edimburgo. As armas da Cidade de Edimburgo representam o ducado de Príncipe Filipe. A coroa naval alude à carreira militar do Duque de Edimburgo. |